# ناستاسیا کینسکی
ناستاسیا کینسکی (آلمانی: Nastassja Kinski؛ زادهٔ ۲۴ ژانویهٔ ۱۹۶۱) هنرپیشه آلمانی-لهستانی است. وی از سال ۱۹۷۵ میلادی تاکنون مشغول فعالیت بوده‌است.

## فیلم‌شناسی
- حرکت اشتباه (۱۹۷۵)
- صحنه جرم (۱۹۷۰، مجموعه تلویزیونی)
- همین‌گونه بمان (۱۹۷۸)
- تس (۱۹۷۹)
- یکی از قلب (۱۹۸۲)
- بی‌پناه (۱۹۸۳)
- سمفونی بهار (۱۹۸۳)
- عاشقان ماریا (۱۹۸۴)
- پاریس، تگزاس (۱۹۸۴)
- هتل نیوهمپشایر (۱۹۸۴)
- حرمسرا (۱۹۸۵)
- انقلاب (۱۹۸۵)
- کریستال یا خاکستر (۱۹۸۸)
- سیلاب بهاری (۱۹۸۹)
- راز (۱۹۹۰)
- خورشید در شب (۱۹۹۰)
- خیلی دور، خیلی نزدیک (۱۹۹۳)
- ترمینال سرعت (۱۹۹۴)
- حلقه (۱۹۹۶)
- روز پدر (۱۹۹۷)
- رابطه یک‌شبه (۱۹۹۷)
- بلا مافیا (۱۹۹۷)
- پسر آبی کوچک (۱۹۹۷)
- نقشه سوزان (۱۹۹۸)
- بازی با قلب (۱۹۹۸)
- نجات‌دهنده (۱۹۹۸)
- مزاحم (۱۹۹۹)
- ادعا (۲۰۰۰)
- قرنطینه (۲۰۰۰)
- شهر و کشور (۲۰۰۱)
- راپسودی آمریکایی (۲۰۰۱)
- بهشت پیدا شد (۲۰۰۳)
- بانوی تفنگدار (۲۰۰۴)
- اینلند امپایر (۲۰۰۶)
- شکر (۲۰۱۳)